# Siriella okadai
Siriella okadai är en kräftdjursart som beskrevs av Ii 1964. Siriella okadai ingår i släktet Siriella och familjen Mysidae. Inga underarter finns listade i Catalogue of Life.